# Siit Arboretum Botanical Garden
De Siit Arboretum Botanical Garden (SABG) is een botanische tuin in Zamboanguita (Filipijnen) nabij Lutoban op het eiland Negros. De tuin is in 1999 opgericht. De botanische tuin heeft een oppervlakte van 11 ha. 
De botanische tuin richt zich op het behoud van de biodiversiteit en educatie over de toepassingen van planten. De plantencollectie omvat planten die van nature voorkomen op de Filipijnen, Filipijnse endemen, exotische sierplanten, planten van de Afrikaanse savanne, planten uit Australië, planten uit de Amerikaanse woestijnen, palmvarens, palmen, bamboe, coniferen en medicinale kruiden. Er is een etnobotanische gids samengesteld die informatie geeft over elke plantensoort en zijn toepassingen. 
De tuin richt zich op duurzame ontwikkeling. Het watergeefsysteem wordt aangedreven met behulp van zonne-energie en er wordt gebruikgemaakt van organische mest. 
Voor het publiek worden rondleidingen georganiseerd. De tuin beschikt over een bibliotheek. Ook is er een kampeerplek met faciliteiten. 
De botanische tuin is aangesloten bij Botanic Gardens Conservation International, een non-profitorganisatie die botanische tuinen samen wil brengen in een wereldwijd samenwerkend netwerk om te komen tot het behoud van de biodiversiteit van planten.